# Abadía de Saint-Corneille de Compiègne
La abadía de Saint-Corneille se encuentra en Compiègne (876-1790), 75 km al norte de París, en la región de Valois, y primero se llamó Sainte-Marie o Notre-Dame. Más tarde pasó a llamarse Saint-Corneille y también se conoce como Saint-Cyprien. Esta abadía imperial y real, fundada por un emperador, para suceder o al menos rivalizar con la capilla palatina de Aix-la-Chapelle, fue consagrada por un papa y fue lugar de reunión de varios concilios. 
Varios reyes carolingios y robertinos como Luis II el Tartamudo (877), Eudes de Francia (888), Luis V de Francia (979) y Hugo de Francia (1007-1025) fueron consagrados o enterrados dentro de sus muros. En 987, fue dentro de ella que una asamblea reconoció al rey Hugo Capeto. Pero, después de 987, la influencia de la abadía disminuyó y se volvió casi exclusivamente provincial. Sin embargo, a los ojos tanto de los príncipes como del pueblo, siguió siendo, por su pasado y sus preciosas reliquias, una ilustre abadía real.
La historia de la ciudad de Compiègne y de Valois está íntimamente ligada a la de su abadía. Sin embargo, incluso cuando los canónigos dieron paso en 1150 a los monjes de la orden de San Benito, se mantuvieron las tensiones, pero también los intereses comunes. Los monjes todavía tenían relaciones conflictivas con los poderosos señores locales y los obispos de Soissons. Los reyes y papas debían protegerlos constantemente o, más raramente, moderar sus ambiciones. La abadía todavía albergaba, durante el Renacimiento, muchas reliquias, banderas arrebatadas al enemigo y recibía a príncipes y reinas. Incluso tiene sus ocho orgullosos barones. Sus abades ejercieron un poder duradero en el valle medio del Oise y en Compiègne. Sin embargo, el régimen de la comienda y la reunión de su mensa en la abadía real de Val-de-Grâce provocarán su declive. La revolución francesa de 1789 puso fin a su casi milenaria historia. La abadía real, todavía rica y famosa, Panteón de Compiègne, fue profanada, saqueada y abandonada en 1793. Los últimos vestigios de la abadía fueron bombardeados en 1940 por aviones alemanes durante la Segunda Guerra Mundial.

## Nacimiento y apogeo de la abadía

### La fundación de la Abadía de Notre-Dame de Carlopolis  (876)
Pipino el Breve convocó un concilio en Compiègne en 757. Este príncipe hizo colocar en la capilla del palacio el primer órgano conocido en Francia, un regalo de Constantino V, el emperador de Oriente. El compendio ya tenía una importancia considerable en la Francia occidental incluso antes de la muerte de Clotario I en esta ciudad en 561.
Carlos II el Calvo estableció gradualmente Compiègne como la sede principal de su autoridad real y luego imperial. Pero de ninguna manera se puede hablar de una verdadera capital. El poder no estaba nada centralizado y Verberie y Compiègne eran solo dos palacios entre muchos otros. Consagrado emperador en Roma, en la Navidad de 875, Carlos fundó en 876 la abadía de Notre-Dame de Carlopole, SS. Cornelius et Cyprianus Compendiens, ou Compendiense Monasterium, que estableció en el emplazamiento del antiguo palacio merovingio, mientras que él mismo hizo construir un nuevo palacio cerca del río Oise, para el que la abadía sirvió como capilla imperial. Se inspiró fuertemente en el modelo del palacio de su abuelo Carlomagno, en Aix-la-Chapelle. Carlopolis es la capital del Imperio.  La agrupación de los diferentes edificios era necesaria para el ejercicio del poder y la vida de una corte (incluyendo el aula para la recepción, edificios residenciales y una capilla para que el emperador y su corte asistiesenn al oficio divino y pudieran legitimar su poder espiritual y cobijar su futura tumba).
El papado, durante este breve período, jugó un papel bastante importante en el seno del Imperio, pero ciertamente nada comparable a su omnipotencia a partir del siglo XI. Fue necesario que en 877, setenta y dos obispos se reuniesen en Compiègne y que el papa Juan VIII presidiese esa asamblea, para que la iglesia de Saint-Corneille sea consagrada. Carlos II el Calvo es apodado el calvo, no en razón de una calvicie, sino porque el 5 de mayo de 877, día de la consagración de la colegial de Sainte-Marie, futura abadía de Saint-Corneille, se rapó la cabeza. como señal de sumisión a la Iglesia, a pesar de la costumbre franca de que el rey llevara el pelo largo.
Y Carlos II el Calvo considera que esas gracias puramente temporales no eran suficientes para decorar esta iglesia naciente. Además del traslado de preciosas reliquias, pidió al papa Juan VIII que le concediera privilegios que harían famosa a la iglesia de Compiègne.
El primer abad de Saint-Corneille fue Hincmaro (806-882), futuro arzobispo de Reims. El rey puso allí a 100 canónigos. Pero este filósofo y teólogo del siglo IX, murió en 876 en el momento de su creación.
Los sucesores de Carlos II el Calvo, los carolingios de Francia occidental, seguirán considerando sus palacios de Compiègne y de Verberie y esta abadía como los sucesores del palacio de Aix-la-Chapelle y de la capilla palatina.

### En tiempos de los carolingios (877-987)
El hijo de Carlos II el Calvo, Luis II el Tartamudo, fue entronizado y consagrado en Compiègne en 877, en la capilla palatina, donde fue enterrado dos años después, en 879.
La abadía toma, bajo sus sucesores, una gran importancia y adquiere inmensas riquezas. La ciudad fue construida a la sombra de la abadía. Fue gobernada por los priores y decanos.
Los canónigos tenían derecho a acuñar monedas. Carlos III el Simple, rey de 898 a 922, confirma la donación que Frederuna, su esposa, había hecho a la iglesia de Compiègne de la mitad de las monedas en la ciudad de Cainsei, o más bien en la de Ponthion, «ancien palais de nos rois» [el antiguo palacio de nuestros reyes]  Una torre de la Moneda es visible en grabados de la abadía y es citada en muchos textos en la esquina de la huerta de la colegiata de Saint-Corneille, después de la alineación de las casas de los canónigos. Por ese derecho a la mitad de la moneda hay que entender ciertamente la participación en los beneficios obtenidos de la emisión de efectivo, o bien el derecho a acuñar un número de denarios y óbolos igual al que el castillo pusiese en circulación. No existe ninguna moneda con el nombre de Saint-Corneille ni de ningún abad.
Sin embargo, la abadía fue parcialmente destruida por los vikingos en 882 e incendiada en 912 y 916 y reedificada por Carlos el Simple desde 917. Por ello, la abadía de Saint-Corneille debió de elegir abogados o defensores. Primero se puso bajo la protección de los condes de Champaña, que eran de la casa de Vermandoi en esa época, y luego bajo la de los señores de Roucy.
La orden monástica de los canónigos regulares, cuya disciplina se había relajado en medio de las guerras y de las revueltas, llamó en 816 la atención de Luis el Piadoso (778-840). En septiembre de ese año, este monarca invitó a los obispos reunidos en Aix-la-Chapelle a redactar una regla para los canónigos.
Eudes, que era robertiano, fue elegido rey de los francos y coronado el 29 de febrero de 888 en la abadía de Saint-Corneille en Compiègne, por Gautier, arzobispo de Sens.
En 978, el rey Otón II del Sacro Imperio saqueó el palacio y la abadía de Compiègne como represalia por el ataque a su palacio en Aix-la-Chapelle.
El domingo de Pentecostés, 8 de junio de 979, el padre de Luis V, Lotario, lo asoció al trono y lo hizo coronar en la abadía de Saint-Corneille en Compiègne por Adalberón, arzobispo de Reims. Luis V fue enterrado en la iglesia de la abadía de Saint-Corneille de Compiègne en 987.
Posteriormente, los reyes serán coronados casi siempre en catedrales. Compiègne ya no será el centro de Francia occidental, que ahora se encuentra más al sur. No obstante, los primeros Capetos harán múltiples donaciones y concesiones a la abadía real.